# Ajith Kumar

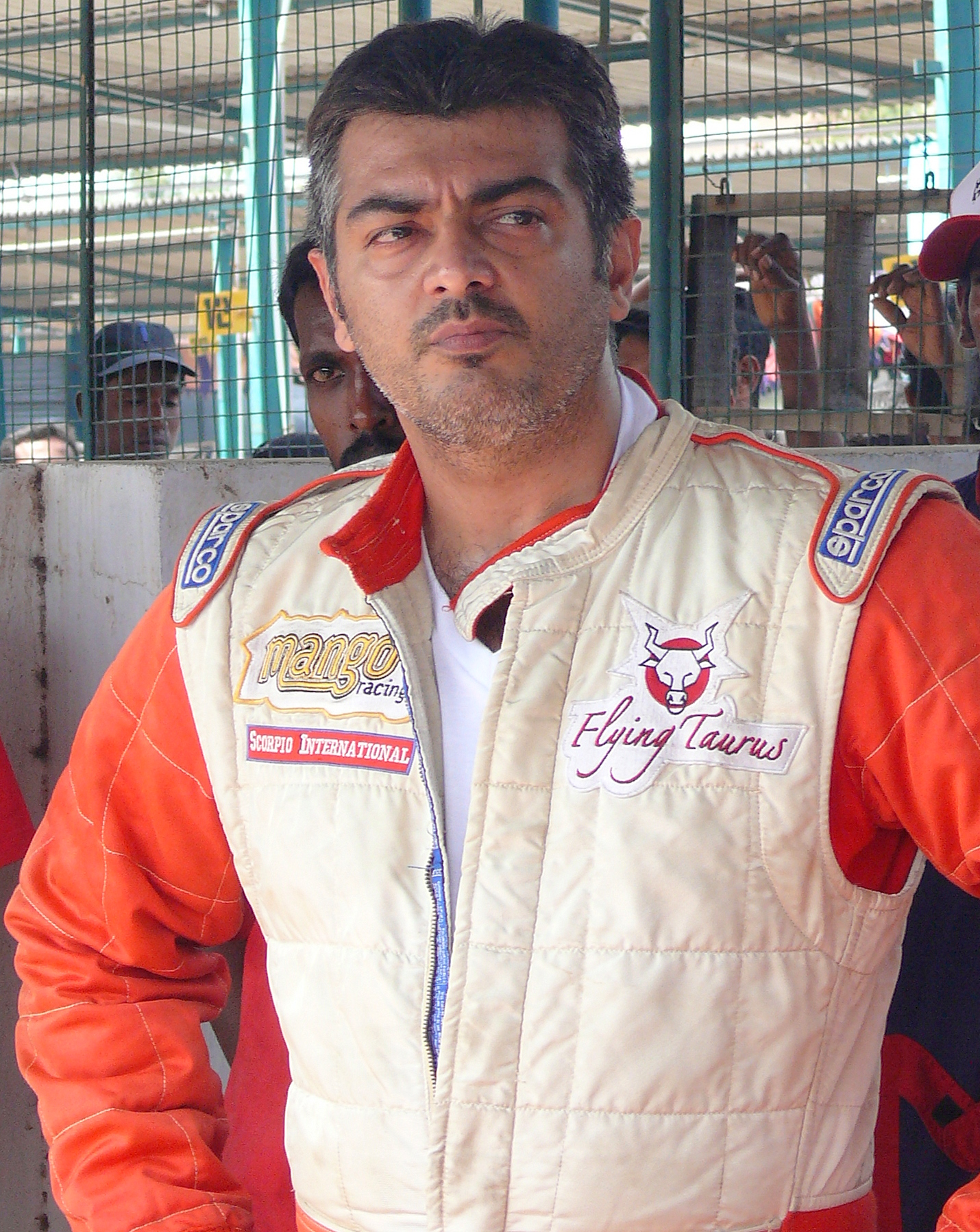
Ajith Kumar, 2010

Ajith Kumar (* 1. Mai 1971 in Secunderabad) ist ein indischer Automobilrennfahrer und Schauspieler.

## Karriere im Motorsport
Nachdem er von 1990 bis 1993 im Motorradsport aktiv gewesen war, wechselte er 2002 in den Formelsport und trat in der indischen Formel Maruthi, die er auf dem vierten Gesamtrang beendete, an. 2003 wechselte er in die asiatische Formel BMW und belegte am Saisonende den siebten Gesamtrang. 2004 wechselte Kumar nach Europa und trat eine halbe Saison in der nationalen Klasse der britischen Formel-3-Meisterschaft an. Mit dritten Plätzen als beste Resultate belegte er am Ende der Saison den siebten Gesamtrang.
Nachdem Kumar fünf Jahre keinen professionellen Motorsport betrieben hatte, kehrte er 2010 zurück und trat in der Formel 2 an. Ab dem vierten Rennwochenende ging Kumar, der keine Punkte erzielt hatte, nicht mehr an den Start.

### Karrierestationen
- 2002: Indische Formel Maruthi (Platz 4)
- 2003: Asiatische Formel BMW (Platz 7)
- 2004: Britische Formel 3, national (Platz 7)
- 2010: Formel 2